# ワールド・ロジ
ワールド・ロジ株式会社（英: WORLD･LOGI Co., Ltd.）は大阪市住之江区に本社を置いていた物流会社である。創業者の上井健次を始め、発足メンバーの大半が花王の出身でもある。

## 概要
新興のサード・パーティー・ロジスティクス （3PL） 業者であるが、かつては子会社を通じ、人材派遣業や納品代行事業など幅広く展開していた。2004年12月には大阪証券取引所ヘラクレスに上場、2006年12月に東京美装興業と資本・業務提携を結んだ。
2007年4月2日、会計監査人が辞任したことに伴って、半期報告書の提出が遅延したことから、大阪証券取引所は当社株式を監理ポストへと割当てることを発表した（4月25日に解除）。
2009年以降、3PL事業を中心とするコア事業に経営資源を集中するべく、子会社の売却等の事業再構築を進めたが、2009年6月期以降継続して純損失を計上。2012年6月期には大阪フルフィルメントセンターでの事業大幅縮小などで60億余りの連結純損失を計上して債務超過に陥り、大阪証券取引所は同年9月27日に、ワールド・ロジ株式を「上場廃止に係る猶予期間入り銘柄」に指定した。
2013年3月11日に、単独での再建は困難として金融支援を求め、ワールドソリューションズ、WLパートナーズ、リサイクル・アンド・イコールの関連会社3社と共に、事業再生ADRを申請し、即日受理された。アセット・グロース・インターナショナル傘下のファンドと株式会社ナカノ商会に第三者割当増資を行うとともに、取引先金融機関に約64億円の債務免除等を求める事業再生計画案を策定したが、最終期限となる2013年6月11日に開催された第3回債権者会議において、事業再生ADR成立の条件とされる全ての金融機関の合意を取り付けることが不可能となり、事業再生ADR手続を終了し、同時に第三者割当増資も実施されないこととなった。
その後ワールド・ロジは、2013年6月期においても債務超過に陥り、東京証券取引所（2013年7月16日に東京証券取引所と大阪証券取引所と現物市場を統合）による上場廃止基準に抵触するなど経営再建の見通しが立たないことから、2013年8月30日に大阪地方裁判所に破産手続開始を申し立て、同日付で破産手続開始決定を受け、同年9月14日に上場廃止となった。そして2016年4月27日に法人格が消滅した。

## 沿革
- 1997年（平成9年）12月 - 大阪市平野区に設立。
- 2000年（平成12年）2月 - 大阪市住之江区に本社を移転。
- 2004年（平成16年）3月 - 株式会社NAホールディングスを設立。NAホールディングスが株式会社日本アシストを取得。
- 2004年（平成16年）10月 - 株式会社WLパートナーズを設立。
- 2004年（平成16年）12月 - ヘラクレス（スタンダード）（現・ジャスダック）に上場。
- 2005年（平成17年）8月 - 株式会社南王取得
- 2006年（平成18年）3月 - アサヒグループ3社(アサヒ運輸株式会社、アサヒサービス株式会社、株式会社アサヒビジネスネットワーク)取得
株式会社リサイクル・アンド・イコール取得
- 2007年（平成19年）7月 - 株式会社南王がアサヒ運輸株式会社、アサヒサービス株式会社、株式会社アサヒビジネスネットワークを合併し、株式会社ワールドサプライに商号変更
- 2007年（平成19年）8月 - 株式会社日本アシストが株式会社NAホールディングスを合併。
- 2008年（平成20年）8月 - 株式会社日本アシストが会社分割を行い、京阪神地区の業務を株式会社ワールドソリューションズに継承。
- 2009年（平成21年）2月 - 株式会社ワールドサプライの保有全株式を佐川急便グループに売却。
- 2009年（平成21年）6月 - 大阪市北区に本社を移転。
- 2009年（平成21年）12月 - 株式会社日本アシストの一般労働者派遣事業を同名の新設会社に会社分割により継承した上で、新設会社の全株式をスリープログループに売却。
- 2012年（平成24年）10月 - 大阪市住之江区に本社を移転。
- 2013年（平成25年）3月 - 事業再生ADR手続の利用を申請。
- 2013年（平成25年）6月 - 事業再生計画案の同意を得られず、事業再生ADR手続を終了。
- 2013年（平成25年）8月 - 破産手続開始決定。
- 2013年（平成25年）9月 - 上場廃止。
- 2016年（平成28年）4月 - 法人格消滅。

## 子会社
- 株式会社WLパートナーズ（2013年8月30日破産申立）
- 株式会社リサイクル・アンド・イコール（2013年8月30日民事再生法適用申請、大栄環境グループが民事再生スポンサーとなり、同社の傘下になったが、2019年4月1日に株式会社DINS堺へ吸収合併され解散[10]）
- 株式会社IWビジネスパートナーズ（2013年8月30日破産申立）
- 株式会社ワールドソリューションズ（2013年8月30日破産申立）
- 株式会社スタッフィング・オンデマンド（2013年8月30日破産申立）